# 아칸토키스티스속
아칸토키스티스속(Acanthocystis)은 육질태양충류에 속하는 원생생물 속의 하나이다.

## 하위 종
| - A. antonkomolovi - 무자격명 - A. amura - A. nichollsi - A. olgashelestae - 무자격명 - A. paliformis | - A. pelagica - A. perpusilla - A. spinifera - A. turfacea |